# Buddhizmus Ausztráliában

Buddhisták Ausztráliában a teljes lakosság arányában, 2011-es népszámlálási adatok

Buddhisták Sydney körzetében a teljes lakosság arányában, 2011-es népszámlálási adatok

A buddhizmus Ausztráliában kisebbségi vallás. A 2006-os népszámlálás idején Ausztrália lakosságának 2,1%-a, 418 749 fő vallotta magát buddhistának. Emellett ez a vallás volt a leggyorsabban növekvő vallás a kontinensnyi országban, ugyanis 1996 és 2001 között a létszámuk 79%-kal nőtt. Ma a buddhizmus az ország második legnagyobb vallása a kereszténység után.

## Története
Ausztrália legelső buddhista települése 1858-ban alapult. Egyes antropológusok szerint azonban már évszázadokkal korábban elérhetett a buddhizmus Ausztrália területére. Az Aboriginal Men of High Degree című művében A. P. Elkin kifejti, hogy a bizonyítékok azt mutatják, hogy indonéz kereskedőkkel korábban is eljuthatott a buddhizmus és a hinduizmus a mai Dampier városba. Elkin elmélete szerint felfedezhető egyfajta kapcsolódás az ausztrál őslakosok kultúrája és a buddhista vallásfilozófia között, mint például a reinkarnáció. Úgy véli, hogy lehetséges, hogy akár a Macassarból érkező kereskedők lehettek a közvetítők a két kultúra között.
1851-ben érkezett Ausztráliába az első nagylétszámú kínai csoport az ausztrál aranyláz idején. Viszont ezek az emberek csupán rövid ideig maradtak, nem bevándorlási célzattal utaztak. 1856-ban építették az első kínai templomot Melbourne déli részén, amelyet taoista, és konfuciánus szertartásokra használtak. Ez egyértelműen a világi lakosság kulturális igényeit igyekezett kielégíteni, egyházi személyek nem érkeztek ekkor Kínából, így a templom hanyatlásnak indult és a 20. század végére el is tűnt. A legelső Ausztráliába érkező buddhista csoport egy akrobata társulat volt, akik 1867-ben érkeztek Japánból.
Az első szingaléz buddhisták 1870-ben érkeztek, hogy a cukornád ültetvényeken dolgozzanak. Állítólag egy közösségük a Csütörtök-szigeten is élt 1876-ban. 1882-ben 500 ember érkezett a Srí Lanka-i fővárosból, Colombo városból Queensland-be, azon belül is Mackay településre. A legrégebbi fennmaradt ausztrál buddhista emlék két bódhifa, amelyeket az 1890-es években ültettek a Csütörtök-szigeten. Egykor egy templom is állt itt, azonban ez ma már nem létezik.
A 20. század során a buddhisták száma folyamatosan apadt a lecsökkent számú bevándorlók miatt, illetve a „fehér Ausztrália politika” miatt.
1891-ben az amerikai Henry Steel Olcott, a Teozófiai Társulat egyik alapítója ellátogatott Ausztráliába és előadássorozaton vett részt. Ennek is köszönhetően megnövekedett az érdeklődés a buddhizmus iránt, főleg a társadalom felső rétegeiben. A Teozófiai Társulat egyik tagja, Alfred Deakin később Ausztrália miniszterelnöke lett. 1890-ben Deakin három hónapot töltött Indiában és Srí Lankán, és az utazási élményeiből könyvet is írt, benne spirituális témákkal, köztük buddhista gondolatokkal is.
Az első buddhista szerzetes 1910-ben érkezett Ausztráliába, U Sasana Dhaja, burmai szerzetes személyében. 1938-ban alapította Len Bullen az első ausztrál buddhista csoportot Melbourne-ben, azonban a második világháború idején ez a csoport feloszlott. A Victoria állambeli buddhista társaságot 1953-ban alapították, majd három évvel később Új-Dél-Walesben is létrehoztak egy hasonló csoportot. Azonban az 1970-es évekig ezek a buddhista csoportok csupán világi szervezetek voltak. Ezekben az években ugrásszerűen megnőtt a buddhista lakosság létszáma, köszönhetően főleg a vietnámi háború után a Délkelet-Ázsiai országokból érkező bevándorlóknak, illetve a tibeti buddhizmus nyugati térhódításának, amelyben olyan alakok vettek részt, mint például Thubten Jese vagy Szögjal Rinpocse. A következő évtizedekben a továbbra is érkező bevándorlóknak köszönhetően tovább nőtt a buddhista lakosság létszáma.
2009-ben négy nő kapott teljes beavatást Ausztráliában bhikkhuniként, azaz buddhista apácaként a théraváda irányzat egyik iskolájában. Ez volt az országban az első ilyen jellegű beavatás, amely Perth-ben volt a Bodhinyana kolostorban.

### Nyomtatott
- Croucher, Paul (1989). A History of Buddhism in Australia, Kensington, N.S.W. : New South Wales University Press
- Halafoff, Anna; Fitzpatrick, Ruth; Lam, Kim (2012). Buddhism in Australia: An Emerging Field of Study, Journal of Global Buddhism 13, 9-25
- Daniel A. Metraux, "Soka Gakkai in Australia" in Nova Religio (8.1, July 2004).
- Metraux, Daniel A. (2003). The Soka Gakkai in Australia: Globalization of a new Japanese Religion, Journal of Global Buddhism 4, 108-143
- Spuler, Michelle (2000). Characteristics of Buddhism in Australia, Journal of Contemporary Religion 15 (1), 29-44
- Spuler, Michelle (2002). The Development of Buddhism in Australia and New Zealand. In: Prebish, Charles S., and Baumann, Martin, (eds.) Westward Dharma: Buddhism beyond Asia. University of California Press, Berkeley, CA, USA, pp. 139–151
- Barker, Michelle (2007). Investments in Religious Capital: An explorative case study of Australian Buddhists Archiválva 2017. március 22-i dátummal a Wayback Machine-ben, Journal of Global Buddhism 8, 65-80

## Internetes
- A Buddhism Today cikke (angolul)
- Srí Lanka-i buddhista templomok Ausztráliában (Sri Lankan Buddhist temples in Australia) (angolul)